# George Lucas Educational Foundation
La George Lucas Educational Foundation (GLEF) est une organisation à but non lucratif fondée en 1991 par le cinéaste George Lucas. Elle a pour mission de promouvoir l'innovation et l'excellence dans l'éducation en mettant en avant des pratiques pédagogiques modernes, l'intégration des technologies et l'apprentissage par la pratique.

## Histoire
La GLEF a été créée en réponse aux préoccupations de George Lucas concernant l'efficacité des systèmes éducatifs traditionnels. Convaincu que l'éducation devait évoluer pour répondre aux besoins du XXIe siècle, il a fondé la GLEF pour mettre en avant des stratégies éducatives innovantes. Depuis sa création, la fondation a soutenu des initiatives éducatives et a lancé des projets majeurs, notamment le site Edutopia, qui fournit des ressources aux enseignants, administrateurs et parents.

## Mission
George Lucas considère l'éducation comme « la fondation de notre démocratie ». En tant que père, il a déclaré avoir ressenti « l'impératif de transformer les écoles encore plus urgemment ». La mission de la GLEF est donc de transformer l'éducation en mettant en lumière et en partageant des pratiques exemplaires. L'objectif est de préparer les élèves à devenir des penseurs critiques, des innovateurs et des citoyens actifs dans une société en constante évolution.

## Initiatives principales

### Edutopia
Edutopia est la principale plateforme de la GLEF. Lancée en 1991, elle offre des articles, des vidéos et des guides pratiques sur des sujets tels que :
- L'apprentissage basé sur des projets ;
- Les compétences socio-émotionnelles ;
- L'utilisation des technologies éducatives ;
- Les approches d'évaluation alternatives.

### Promotion de l'apprentissage par projet
Selon George Lucas, « dans le monde actuel, les étudiants ont besoin de trois compétences fondamentales : savoir trouver des informations, évaluer leur qualité et les utiliser de manière créative et efficace pour atteindre un objectif ». Ces compétences sont essentielles pour la réussite dans l'enseignement supérieur, les carrières et la vie quotidienne.
Avec l'apprentissage par projet, les élèves conçoivent et réalisent des solutions concrètes à des problèmes réels. D'autres stratégies importantes incluent :
- L'apprentissage socio-émotionnel, qui enseigne aux enfants à coopérer, à diriger et à travailler efficacement avec différentes personnes ;
- L'intégration des technologies numériques, notamment les médias sociaux et les simulations.

## Exemples de réussite
Lucas met en avant plusieurs établissements scolaires ayant adopté des approches innovantes :
- School of the Future (New York) : Cette école utilise des évaluations authentiques comme des présentations en groupe et des portfolios pour mettre en valeur les travaux des élèves. Près de 100 % de ses diplômés sont admis à l'université.
- High Tech High (San Diego et Chula Vista, Californie) : Les élèves y travaillent dans un environnement interactif, sans manuels scolaires, basé sur des projets. En 2010, 100 % des diplômés ont été admis à l'université.
- Anchorage School District (Alaska) : Cet investissement dans l'apprentissage socio-émotionnel améliore à la fois les compétences sociales et les performances académiques des élèves, notamment en mathématiques et en lecture.

Des vidéos de ces écoles et d'autres sont disponibles sur Edutopia.org.

## Réception
La GLEF est reconnue pour son engagement à améliorer les pratiques éducatives et pour son rôle dans la diffusion des meilleures pratiques à travers Edutopia. Elle est régulièrement citée comme un exemple d'innovation dans l'éducation.